# Левиафан (фильм, 1989)
«Левиафан» — американо-итальянский фантастический фильм ужасов 1989 года режиссёра Джорджа Пана Косматоса. Премьера фильма состоялась 17 марта 1989 года. В США фильм собрал $15 704 614, из них в первый уик-энд проката $5 029 164.

## Сюжет
Группа подводных шахтёров во главе с геологом Стивеном Беком работает на специально оборудованной станции с целью добычи серебра из глубинных пластов. Работа шахтёров осуществляется посменно с периодом в 90 дней. И вот уже смена бригады подводных шахтёров подходит к концу, когда один из них (Сикспэк) случайно проваливается в подводный жёлоб и обнаруживает затонувший советский военный корабль «Левиафан», причём налицо признаки намеренного затопления судна, которое всё ещё числится в международном судовом реестре. Шахтёр находит на корабле сейф и приносит его на станцию. В сейфе команда рабочих обнаруживает вещи погибших моряков и кассету с весьма странной записью, организованной командиром затонувшего корабля. Однако Сикспэк припрятал и никому не показал ещё одну найденную им вещь — бутылку водки Столичная. Именно содержимое этой фляги стало причиной заболевания рабочего и его скоропостижной смерти. Оказалось, что причиной его заболевания стал вирус, из-за которого организм человека мутирует, а сам человек превращается в чудовище и начинает убивать людей. В то же время выясняется, что «Левиафан» проводил некие секретные эксперименты с этим вирусом, из-за чего погиб весь экипаж корабля. Именно из-за этого вируса на подводной станции начинается эпидемия.

## В ролях
- Питер Уэллер — Стивен Бек
- Ричард Кренна — доктор Томпсон
- Дэниэл Стерн — Сикспэк
- Мэг Фостер — Мартина
- Эрни Хадсон — Джонс
- Аманда Пэйс — Уилли
- Гектор Элизондо — Кобб
- Майкл Кармине — Тони
- Лиза Айлбахер  — Бриджет Боуман

## Критика
Некоторые критики причисляют фильм к фантастическим фильмам ужасов. По мнению того же критика, фильм явно пытается подражать фильму «Чужой» режиссёра Ридли Скотта и является по сравнению с ним вторичным. Ряд сюжетных ходов и приёмов взято и из других произведений подобной направленности — лент «Нечто» и «Чужбина», а также повести Run Silent, Run Deep Эдварда Бича-младшего. Кроме того, фильм отличает заштампованность приёмов жанра и способов запугивания зрителя.